# Blagoje Paunović
Blagoje Paunović (Pusto Šilovo, 4 giugno 1947 – Belgrado, 9 dicembre 2014) è stato un calciatore jugoslavo, di ruolo difensore.